# Nidzica
Nidzica (dawniej Nibork, niem. Neidenburgⓘ, prus. Nīdaspils) – miasto w woj. warmińsko-mazurskim, siedziba powiatu nidzickiego i gminy miejsko-wiejskiej Nidzica, położone nad rzeką Nidą.
Według danych GUS z 1 stycznia 2024 r. miasto liczyło 12 629 mieszkańców.

## Położenie
Nidzica położona jest w południowej części województwa warmińsko-mazurskiego nad rzeką Nidą na Pojezierzu Mazurskim. Miasto sąsiaduje z gminami: Jedwabno, Janowiec Kościelny, Janowo, Kozłowo oraz Olsztynek.
Pod względem historyczno-etnograficznym Nidzica leży na Mazurach, w Prusach Górnych, na obszarze dawnej ziemi Sasinów.
Nidzica jest położona 130 km od granicy z Rosją i ok. 180 km od Królewca.
Odległości:
- Warszawa – 156 km
- Gdańsk – 173 km
- Olsztyn – 56,5 km
- Działdowo – 23 km

## Nazwa miasta
Zarówno polska, jak i niemiecka nazwa miasta pochodzi od nazwy Nida (niem. Neide), jak na tym odcinku nazywa się rzekę Wkrę, nad którą założono miasto. Etymologia nazwy rzeki wywodzi się zaś od słowiańskiego rdzenia nid/neid występującego w nazwach rzek nizinnych lub jego bałtyjskiego (pruskiego) odpowiednika.
Pierwsze źródła historyczne podają niemiecką nazwę: Nydenburg, później utrwaliła się forma Neidenburg („gród nad rzeką Nidą”), które z kolei spolszczano na Nibork, Nidbork, Niedzbórz.
Nazwa Nibork często występowała w polskich opracowaniach okresu międzywojennego i dlatego po przyłączeniu Mazur do Polski w 1945 początkowo miasto oficjalnie nosiło tę nazwę. Dopiero 7 maja 1946 zastąpiono ją nową formą Nidzica jako bardziej słowiańską. Pozostałością tego okresu są nazwy ulic Niborska w Olsztynie (na Osiedlu Mazurskim), Elblągu oraz we Wrocławiu (osiedle Kowale). Dawniej ulica Niborska znajdowała się również w Mławie (dziś Padlewskiego).
Źródłem nieporozumień bywa czasem fakt, że taką samą nazwę nosi mała wieś i leśniczówka Nibork położona we wschodnich Mazurach.

## Historia

### Początki Nidzicy
W X wieku okolice późniejszego miasta zamieszkuje ludność słowiańska, o czym świadczą znaleziska z Działdowa i ze wsi Skrupe, jak i charakter pobliskich grodzisk granicznych w Nowym Dworze i Księżym Dworze. W Pokrzywnicy Wielkiej i Szczepkowie Borowym odkryto z kolei cmentarzysko słowiańskie z XI i XII wieku. W samej Nidzicy pierwszy drewniany obiekt obronny założyli Krzyżacy prawdopodobnie już w latach 1266–1268. Pierwsza wzmianka o zamku nad Nidą pochodzi z 1376 roku. W dniu 7 grudnia 1381 r. osada otrzymała prawa miejskie z rąk wielkiego mistrza zakonu Winricha von Kniprode, a także herb. Jako miejscowość położona nieopodal granicy z Mazowszem posiadała dwa niezależne, ale powiązane ze sobą systemy obronne. Zamek z przedzamczem i fortyfikacje miejskie, których głównym elementem był mur obwodowy z basztami na rogach oraz mur od strony wschodniej dobudowany kilka lat później. Od strony zachodniej miasto otaczała Nida, z trzech pozostałych stron wykopana fosa zasilana wodami rzeki. W obrębie murów miejskich stały dwa duże obiekty pełniące funkcję obronną: kościół św. Wojciecha i klasztorek. Układ miejski wyróżniał się dużą regularnością, tworzył wyraźny prostokąt.

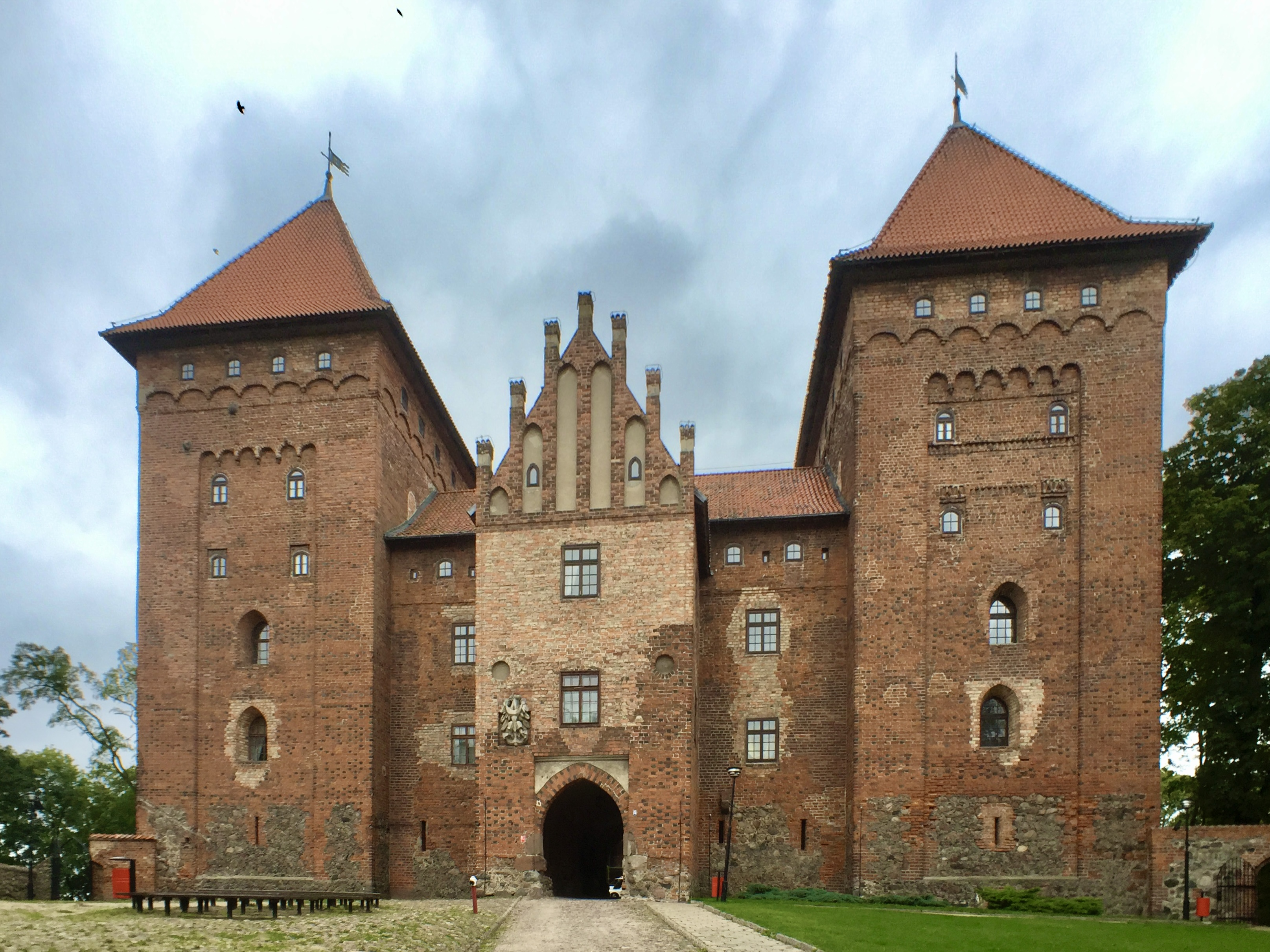
Zamek w Nidzicy

W 1389 roku w mieście odbył się zjazd przedstawicieli Zakonu Krzyżackiego, Królestwa Polskiego, Wielkiego Księstwa Litewskiego w osobie księcia Skirgiełły i Księstwa Mazowieckiego w osobie księcia Ziemowita.
W trakcie Wielkiej Wojny z Zakonem Krzyżackim w dniu 8 lipca 1410 roku wojska polskie zajęły miasto i zamek bez walki. Po bitwie pod Grunwaldem, król Władysław Jagiełło nadał Nidzicę księciu mazowieckiemu, jednak we wrześniu 1410 roku Krzyżacy odzyskali miasto.
Podczas wojny głodowej w dniu 25 lipca 1414 roku wojska polskie obległy zamek, który poddał się 6 sierpnia. W październiku 1414 roku Krzyżacy odzyskali zamek i miasto. W związku z zaginięciem dokumentu lokacyjnego podczas wojny, w 1420 roku prawa miejskie chełmińskie zostały Nidzicy odnowione.

### Królestwo Polskie

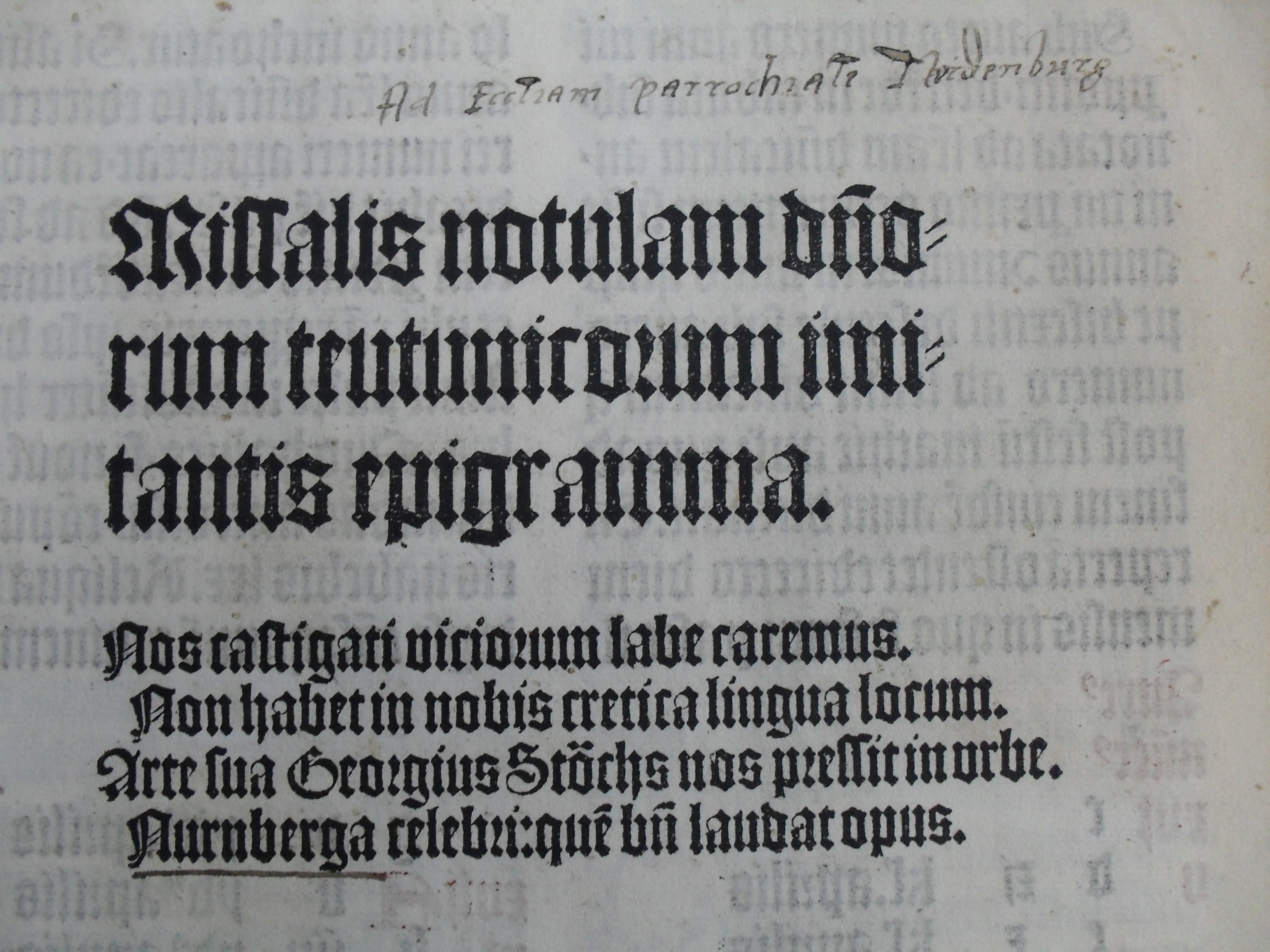
Mszał krzyżacki z 1499 r. z kościoła parafialnego w Nidzicy „Ad Eccl[es]iam parochiale[m] Neidenburg”

W 1444 roku Nidzica przystąpiła do antykrzyżackiego Związku Pruskiego, razem z Działdowem, Dąbrównem i Olsztynkiem, który w 1454 roku zwrócił się do króla Kazimierza Jagiellończyka z prośbą o przyłączenie do Królestwa Polskiego. W odpowiedzi wojska polskie zajęły bez walki miasto, a dowódcą zamku został rycerz Adam Wilkanowski. W 1455 odparto atak krzyżacki. Po wojnie trzynastoletniej, w wyniku pokoju toruńskiego Nidzica została lennem Królestwa Polskiego, trafiając jednak we władanie krzyżackie, przez co polska załoga musiała w 1466 roku opuścić miasto.
Roszczenia mistrza krzyżackiego Albrechta von Hohenzollerna podważające II pokój toruński i jego przymierze z Moskwą sprawiło, że doszło do wojny polsko-krzyżackiej, w wyniku czego w dniu 24 lutego 1520 roku w Nidzicy ponownie pojawiły się wojska polskie. Spaliły one młyn przy zamku, i wyrządziły sporo szkody mieszczanom. Pięcioletnia wojna skończyła się hołdem pruskim na rynku krakowskim i przekształceniem państwa zakonnego w państwo świeckie, pozostające pod zwierzchnictwem polskim. Jednocześnie książę Albrecht von Hohenzollern, przyjąwszy luteranizm, narzucił swą wiarę wszystkim poddanym. W Nidzicy oba kościoły przejęli luteranie, na zamku zaś miejsce Krzyżaków zajął starosta książęcy, którym był Piotr Kobierzycki. Neidenburg nadal pozostawał urzędową nazwą miasta, ale wskutek nasilającego się osadnictwa mazurskiego w południowych Prusach w codziennym użyciu coraz częściej pojawiały się także polskie formy takie jak Nidbork, Niedzbork i Nibork.
Duże dochody przynosiły mieszkańcom Nidzicy gorzelnie i browary. W mieście było także wielu kołodziejów, którzy zajmowali się produkcją sanek i niecek.
Pod koniec XVI wieku dzięki targom odbywającym się koło ratusza miasto należało do stosunkowo zasobnych.
W 1549 w mieście osiedlili się bracia czescy, ich potomkowie zamieszkiwali Nidzicę do 1945.
W latach 1562–1572 kaznodzieją w Nidzicy był Jan Radomski, autor Confessio Augustana to iest Wyznanie Wiary niektórych Xiążąt y Miast Niemieckich [.] Przełożona y Drukowana [.] ku pożytku kościołów J.X.M. Polskych i innych dzieł protestanckich.
W 1579 powstała w Nidzicy pierwsza na Mazurach publiczna szkoła dla dziewcząt.
Wojny szwedzkie przerwały w XVII wieku pomyślną koniunkturę gospodarczą miasta. Przemarsze wojsk w 1628 roku spowodowały pierwsze zniszczenia i szkody. Po bitwie pod Prostkami w 1656 roku pojawili się Tatarzy. Miasto zamknęło przed nimi bramy, więc ci spalili jedynie przedmieścia.

### Władztwo pruskie
W wyniku traktatów welawsko-bydgoskich z 1657 Polska została zmuszona do zrzeczenia się zwierzchnictwa nad regionem i odtąd miasto stanowiło część państwa prusko-brandenburskiego, przekształconego w 1701 w Królestwo Prus.
W dniu 30 marca 1664 roku średniowieczne miasto spłonęło w wielkim pożarze. W 1701 roku w Nidzicy urodził się Jan Duchna, który został później polskim kaznodzieją przy kościele św. Anny w Gdańsku i lektorem języka polskiego w tamtejszym Gimnazjum Akademickim. W 1710 roku w mieście pojawiła się dżuma i do stycznia 1711 roku uśmierciła około 200 mieszkańców. W 1723 roku określono Nidzicę „miastem drugiej klasy”, co oznaczało, że był to okres regresu gospodarczego. W 1737 roku zamieszkał w mieście i mieszkał w nim do śmierci Jerzy Wasiański, autor najpopularniejszego na Mazurach kancjonału, wznawianego do XX wieku w wielotysiecznych nakładach. Miasto w 1738 roku miało 1142 mieszkańców. W 1741 roku miasto miało 163 domy mieszkalne, w tym 67 murowane w rynku. W 1751 roku było w nim 1867 mieszkańców. W 1752 roku Nidzica została stolicą okręgu. W l. 1758-60 miasto znajdowało się pod okupacją rosyjską. Pod koniec XVIII wieku zasypano fosy miejskie i rozebrano mury obronne z basztami.

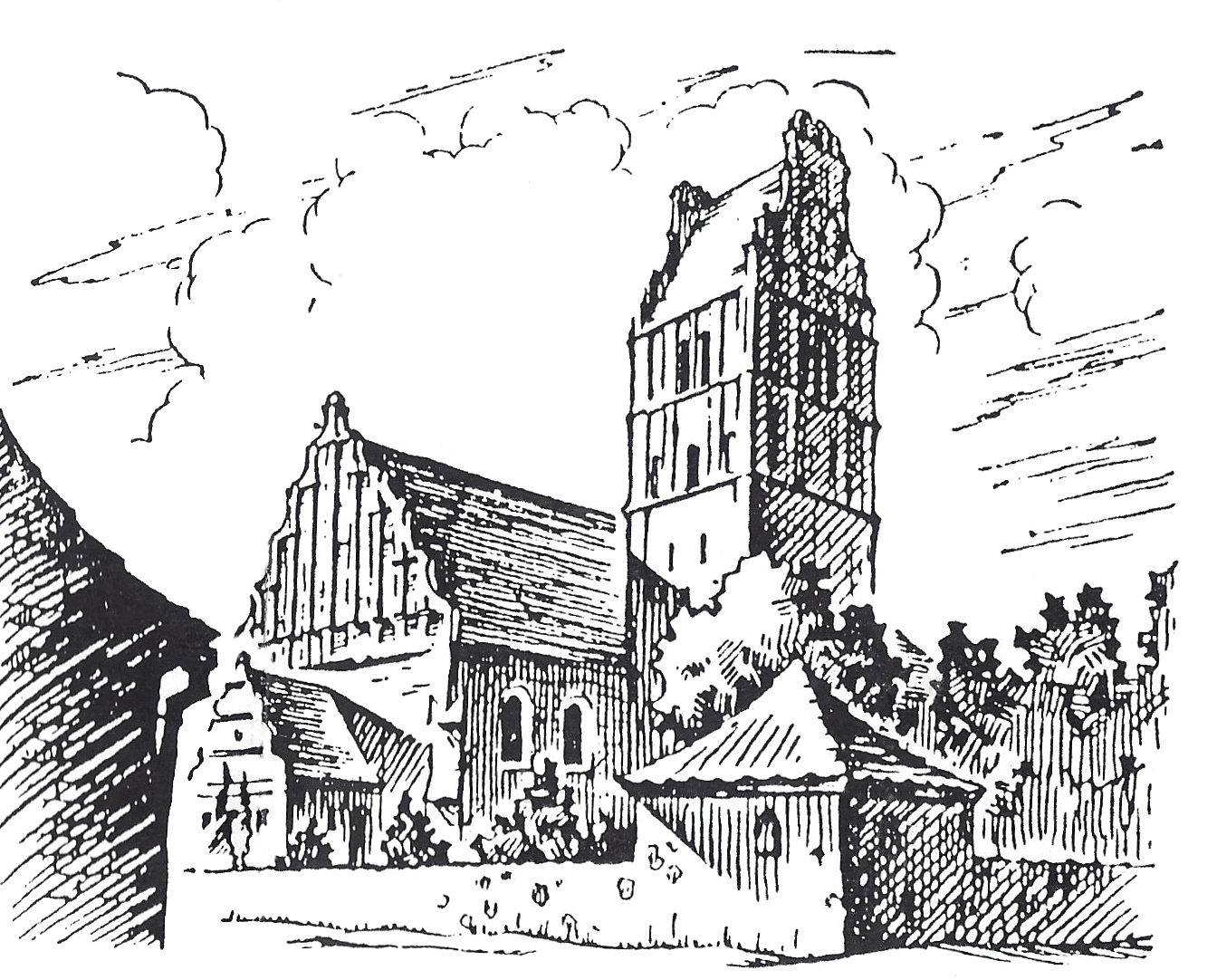
Kościół św. Wojciecha na starym rysunku

W Nidzicy 5 sierpnia 1804 roku na bocznej uliczce wybuchł pożar, wielu mieszkańców miasta udało się na jarmark do Złotowa, przez co spaliło się w zachodniej pierzei dwadzieścia dziewięć domów wraz z zabudowaniami gospodarskimi. Poza tym pastwą płomieni padło czterdzieści domów bocznych uliczkach, kościół, plebania, szkoła, a także trzynaście stodół przy drodze do Litwinek. W następnym roku – w trakcie odbudowy miasta – powiększono rynek, rozbierając Bramę Polską i likwidując jedną z przecznic. W 1806 roku wkroczyły do miasta wojska francuskie z marszałkiem Michelem Neyem. W następnym roku w mieście stacjonowały oddziały generała Józefa Zajączka, które wymaszerowały z miasta 10 czerwca 1807 roku w kierunku Królewca. Na zamku nidzickim urządzono lazaret. Wojska francuskie ponownie pojawiły się w mieście w maju 1812 roku i opuściły miasto 18 sierpnia 1813 roku. W 1819 roku zamieszkał w Nidzicy Ferdynand Tymoteusz Gregorovius, dzięki którego inicjatywie około 1830 roku wyremontowano zamek. W 1825 roku w Nidzicy mieszkało 1225 Polaków, co stanowiło 51,6% mieszkańców. W 1831 roku w Nidzicy zachorowało na cholerę 356 osób, z których zmarło 218.
W 1828 roku rozebrano stary ratusz miejski. W 1840 roku rozebrano Bramę Niemiecką. W 1856 roku nidzicka parafia ewangelicka liczyła 4470 osób, z czego 3150 osób było Polakami.

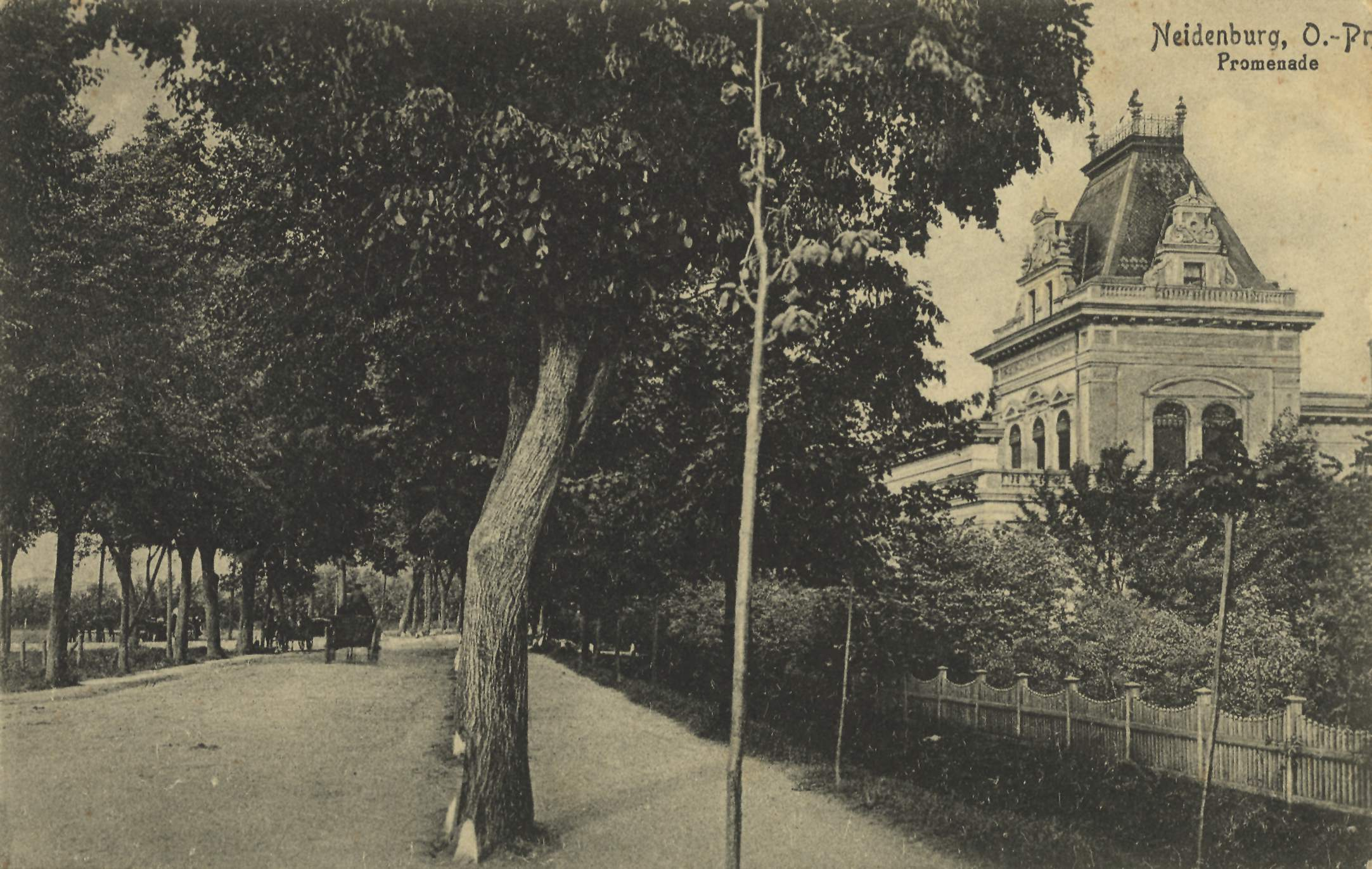
Widokówka z pocz. XX w.

W drugiej połowie XIX w., szczególnie po zjednoczeniu Niemiec w 1871, miasto przeżywało okres ponownej prosperity. Wyraźnie wzrosła liczba mieszkańców, zbudowano nowoczesną infrastrukturę. W 1888 miasto otrzymało połączenie kolejowe z Olsztynem i Działdowem, w 1900 dodatkowe połączenie do Wielbarku. O ile w 1854 mieszkało 3300 osób, to w 1905 ich liczba wzrosła do ponad 4700. W 1890 ówczesny powiat nidzicki, w skład którego wchodziło także pobliskie Działdowo, zamieszkiwało 56 058 osób, z czego 77% (43 000) stanowili Polacy.

### I wojna światowa, okres międzywojenny iII wojna światowa

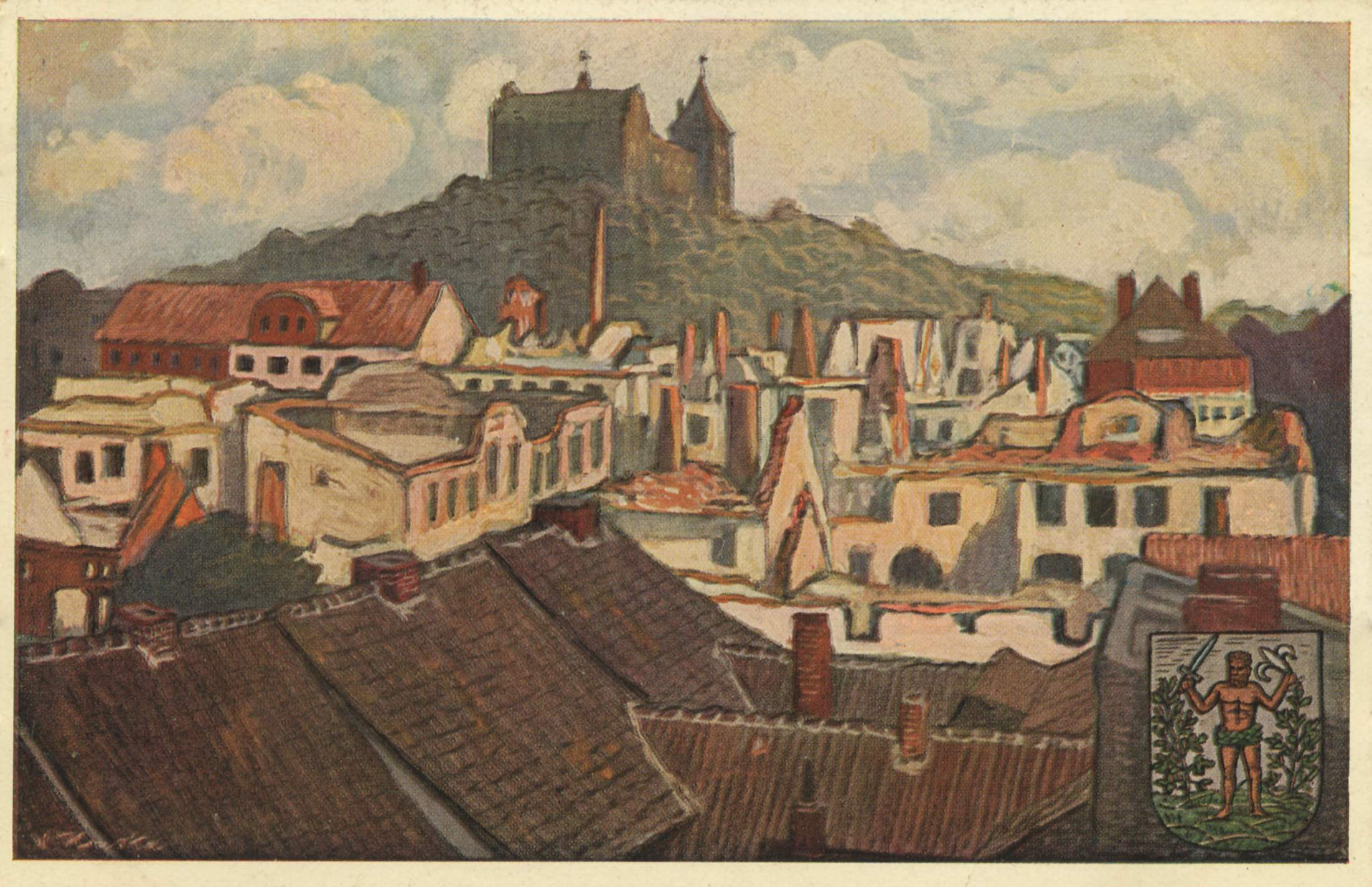
Zniszczona Nidzica w czasie I wojny światowej

W wyniku ofensywy rosyjskiej w Prusach Wschodnich wojska kozackie gruntownie splądrowały i spaliły miasto 22 sierpnia 1914 r. Po niemieckim zwycięstwie pod Tannenbergiem i wyparciu Rosjan z Nidzicy natychmiast przystąpiono do odbudowy miasta. Nidzicę rozbudowano i unowocześniono. W 1918 roku w mieście wydano pieniądz wojenny. Moneta wykonana była z żelaza. W plebiscycie narodowościowym w lipcu 1920 r. bezdyskusyjne zwycięstwo odnieśli Niemcy – w całym powiecie za Polską padło jedynie 330 głosów, choć podczas spisu powszechnego w 1910 r. 20 075 zamieszkałych w nim osób zadeklarowało jako język ojczysty język polski, zaś tylko 10 779 osób – język niemiecki. Z plebiscytu wyłączono jednak Działdowo i okoliczne wsie, które przyłączono do Polski. W ten sposób Nidzica w jeszcze większym stopniu stała się miastem przygranicznym.
Po wybuchu wojny, w dniu 2 września 1939 roku lotnictwo polskie zbombardowało okolice dworca kolejowego. Przypomina o tym pomnik lotników polskich przed nidzickim dworcem kolejowym. Polscy lotnicy, którzy wykonywali loty zwiadowcze, by obserwować rozlokowanie niemieckich wojsk, właśnie 2 września zbombardowali wypełniony niemieckimi żołnierzami dworzec.
W dniu 5 października 1944 miało miejsce pierwsze bombardowanie miasta przez lotnictwo radzieckie, w wyniku którego spłonął budynek Urzędu Pracy. Od jesieni 1944 w mieście, przy kopaniu rowów przeciwczołgowych, pracowali skierowani tu przez nazistów niemieckich jeńcy wojenni ze stalagu I B w Królikowie (15 osób).
W dniu 20 stycznia 1945 roku w trakcie operacji wschodniopruskiej, Nidzica została zdobyta przez radzieckie oddziały 10 korpusu pancernego 5 armii pancernej gwardii.

### W Polsce

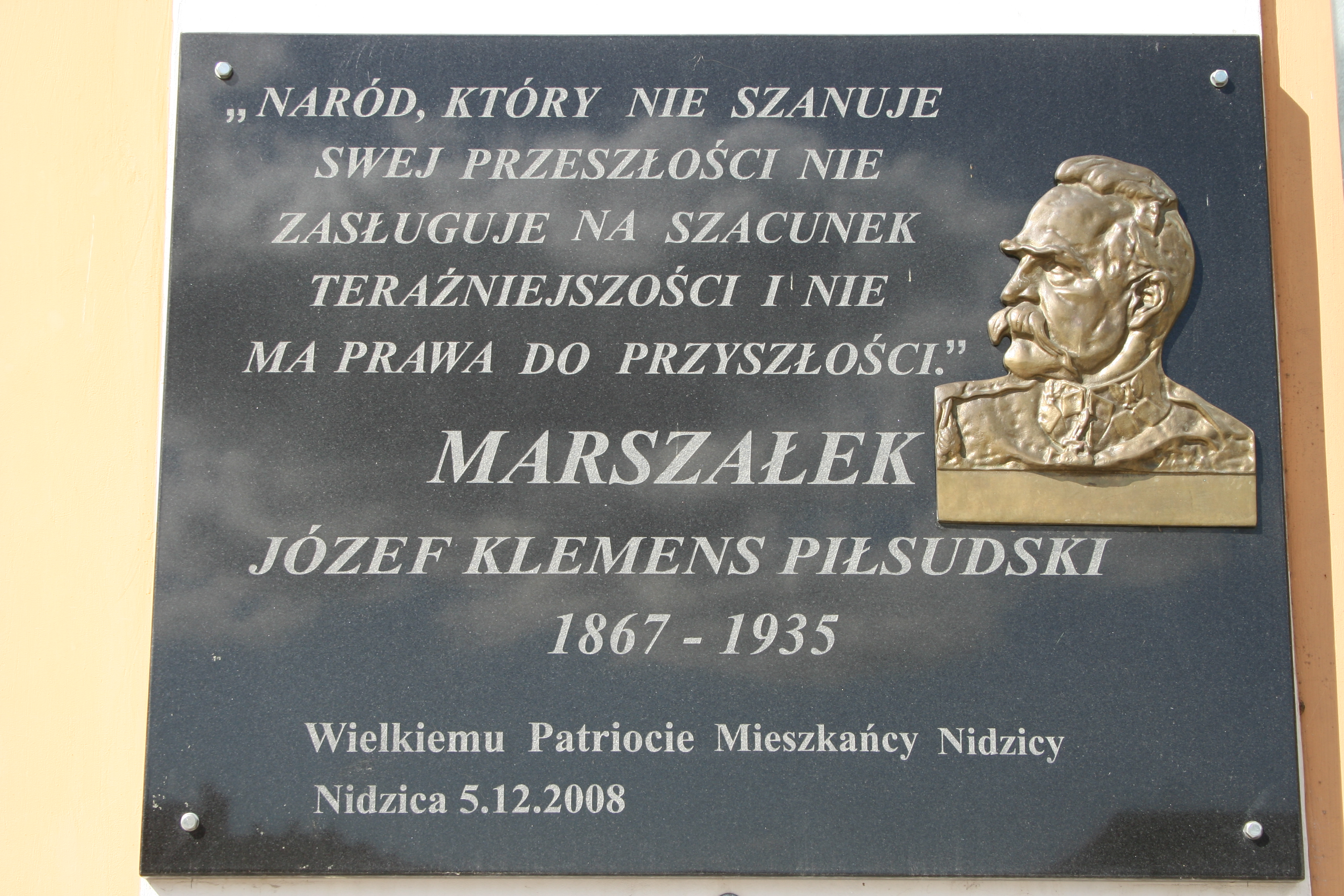
Tablica z 2008 r. upamiętniająca Marszałka Józefa Piłsudskiego na ścianie ratusza

Nidzica była zniszczona w 75–80%, a niemieckojęzyczni mieszkańcy zostali wysiedleni. Komendantura radziecka przekazała oficjalnie Nidzicę administracji polskiej w dniu 27 maja 1945 roku. W dniu 6 czerwca 1945 roku uruchomiono w mieście szkołę. W dniu 15 września 1945 roku otworzono pierwszą aptekę. W dniu 15 lutego 1946 roku zaczął działać Sąd Grodzki. W 1946 roku uruchomiono zakład produkcji mebli i młyn przemysłowy. W 1947 roku odbudowano zakład mleczarski. W 1947 roku w mieście mieszkały zaledwie 3433 osoby (39% stanu z 1939 roku). W kolejnych latach miasto zostało częściowo odbudowane. W 1948 roku przy ul. Kościuszki 2 powstała pierwsza po wojnie biblioteka publiczna. W 1949 roku oddano do użytku Dom Ludowy, w którym koncentrowało się później życie kulturalne miasta.  W 1954 roku uruchomiono fabrykę płyt pilśniowych. W 1958 roku w Nidzicy powstała Wytwórnia Win i Miodów Pitnych. W 1958 roku podjęto decyzję o odbudowie zamku, w którym w 1965 roku otworzono Dom Kultury i ognisko muzyczne. W 1963 roku oddano do użytku nową przychodnię medyczną. W 1965 roku uruchomiono w mieście technikum mechaniczne. W tym samym roku na zboczu góry zamkowej wybitny rzeźbiarz Jerzy Bereś stworzył pomnik rycerza. Po 1966 roku powstały fabryki Izomat i Farum. W 1968 roku ze składek społecznych zbudowano na cmentarzu pomnik na grobie 11 polskich ułanów poległych w 1939 roku pod Janowem. W roku 1970 liczba ludności miasta osiągnęła około 9700 osób. Poprzez dobudowanie przeszklonego modernistycznego pawilonu, jedną z baszt adaptowano w 1974 roku na księgarnię „Dom Książki”.
W latach 1960-1972 miasto było siedzibą gromady Nidzica, ale nie należało do niej. W latach 1975–1998 w woj. olsztyńskim.
W 2001 zostało zlikwidowane połączenie kolejowe z Wielbarkiem.

## Zabytki
- gotycki zamek krzyżacki z XIV wieku, rozbudowany w XV wieku, zniszczony w 1945, po wojnie odbudowany, mieści obecnie Muzeum Ziemi Nidzickiej
- kościół Niepokalanego Poczęcia Najświętszej Maryi Panny i św. Wojciecha z XIV wieku (poewangelicki)
- klasztorek – średniowieczny obiekt pełniący funkcję obronną
- ratusz z XIX wieku
- domy i spichlerz z XIX wieku
- Kościół Ewangelicko-Augsburski św. Krzyża z XIX wieku (dawniej katolicki)
- Browar Zamkowy z XIX wieku
- fragmenty murów obronnych z basztami
- budynek dawnej Powiatowej Kasy Pożyczkowej
- stary cmentarz żydowski (początek XIX w.) i nowy cmentarz żydowski (koniec XIX w.), zdewastowane po 1938 r., z zachowanymi kilkudziesięcioma nagrobkami
- kolejowa wieża ciśnień z czasów II wojny światowej

### Galeria

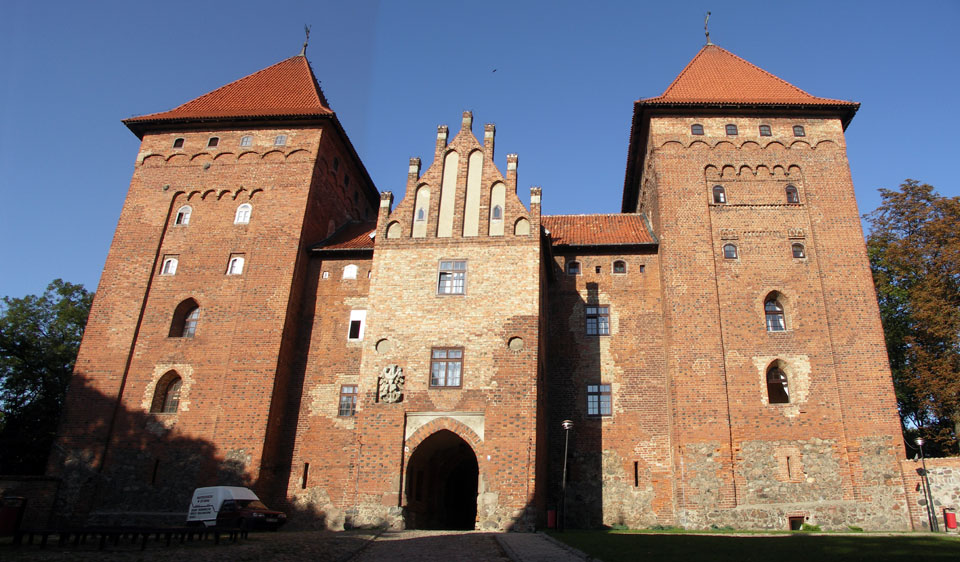
Zamek
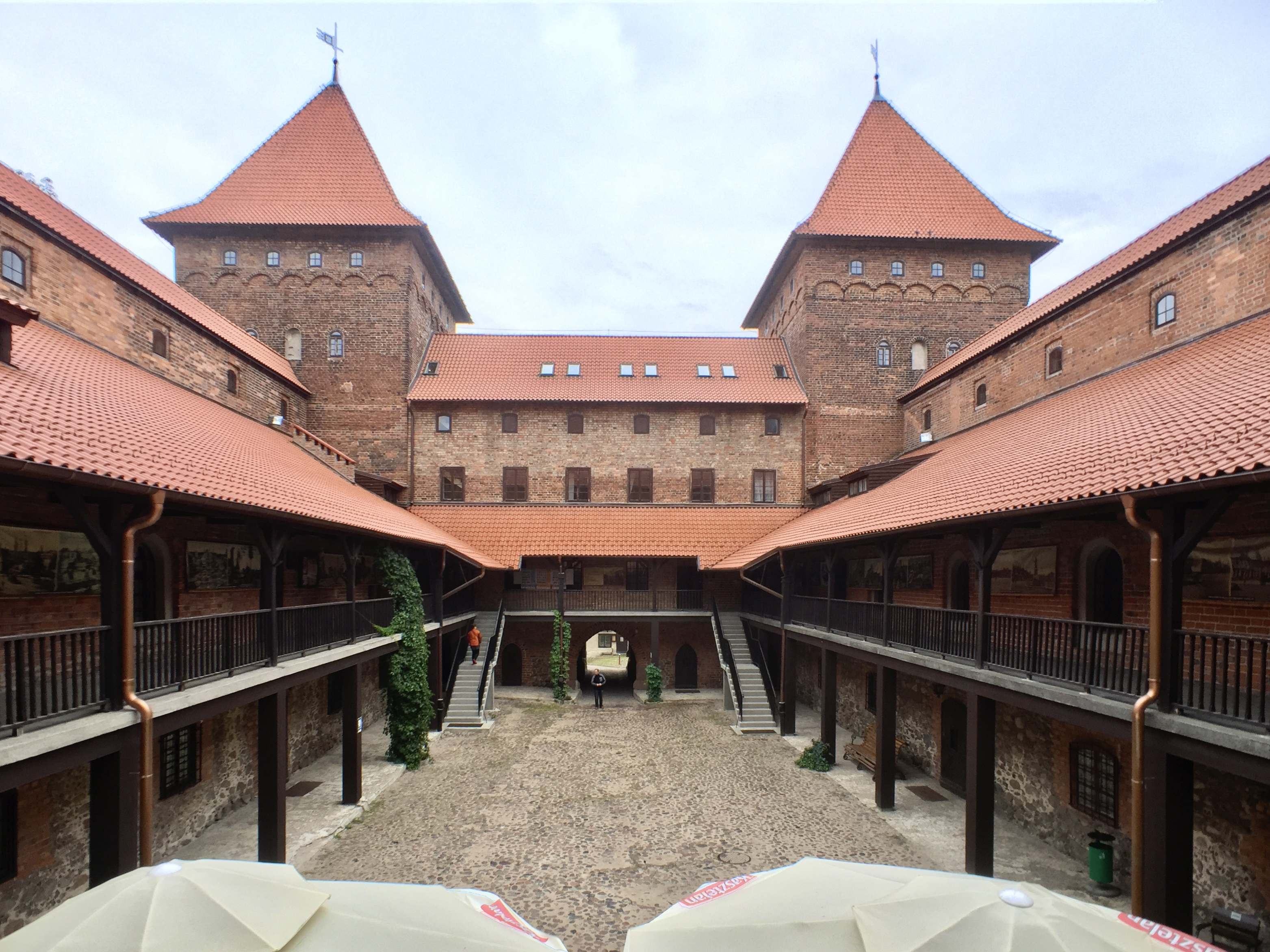
Dziedziniec zamku
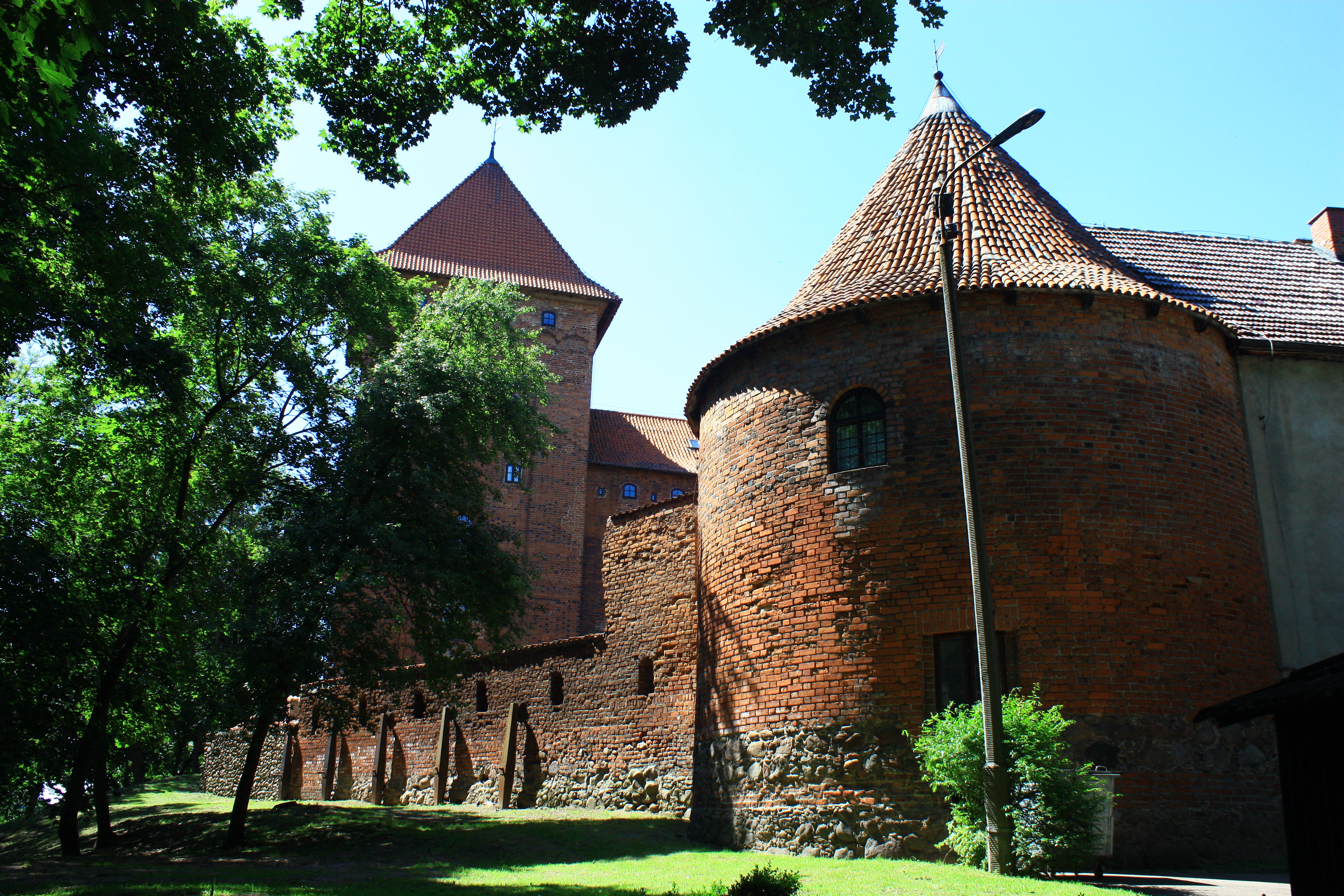
Fragment obwarowań z basztą
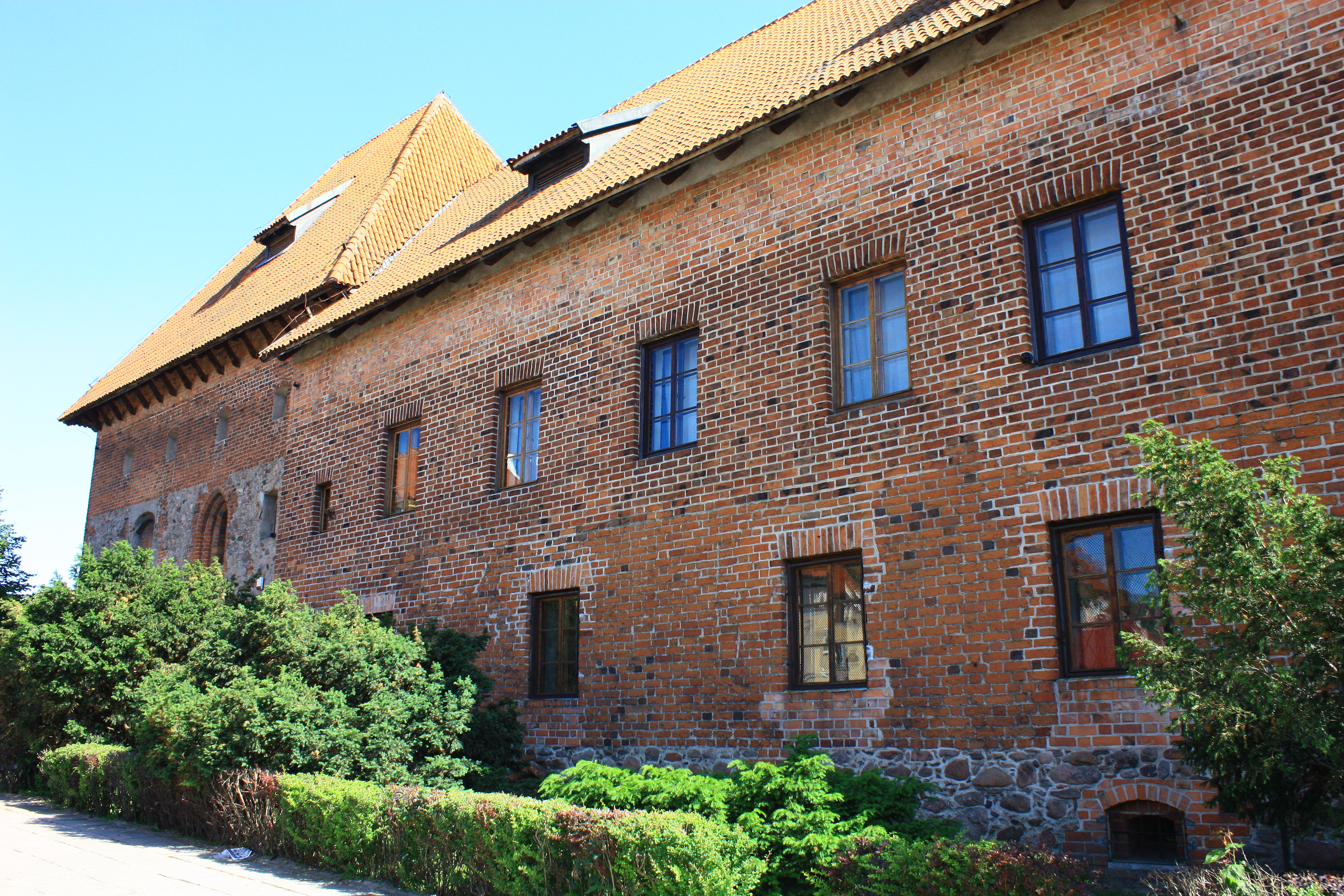
Klasztorek
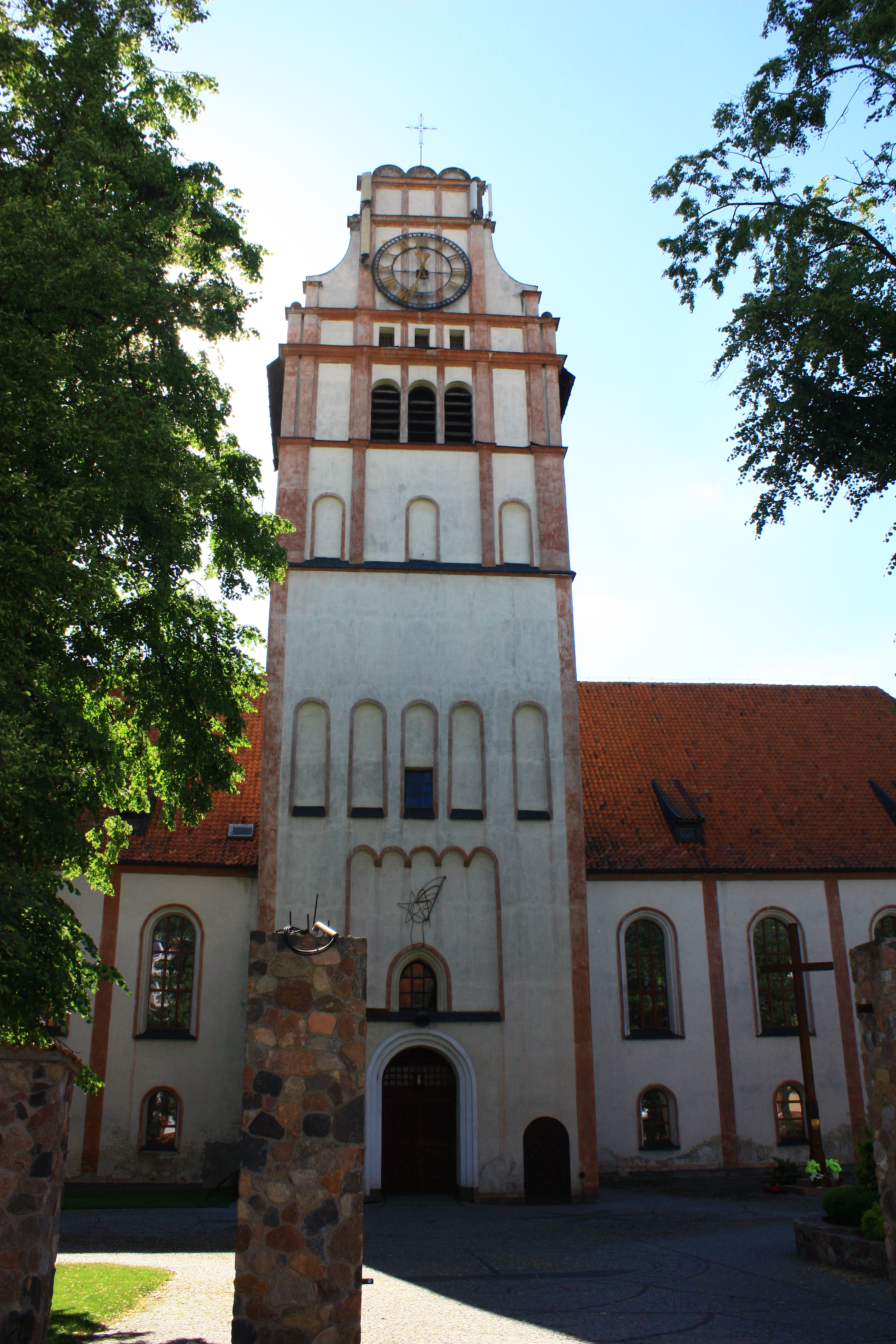
Kościół św. Wojciecha
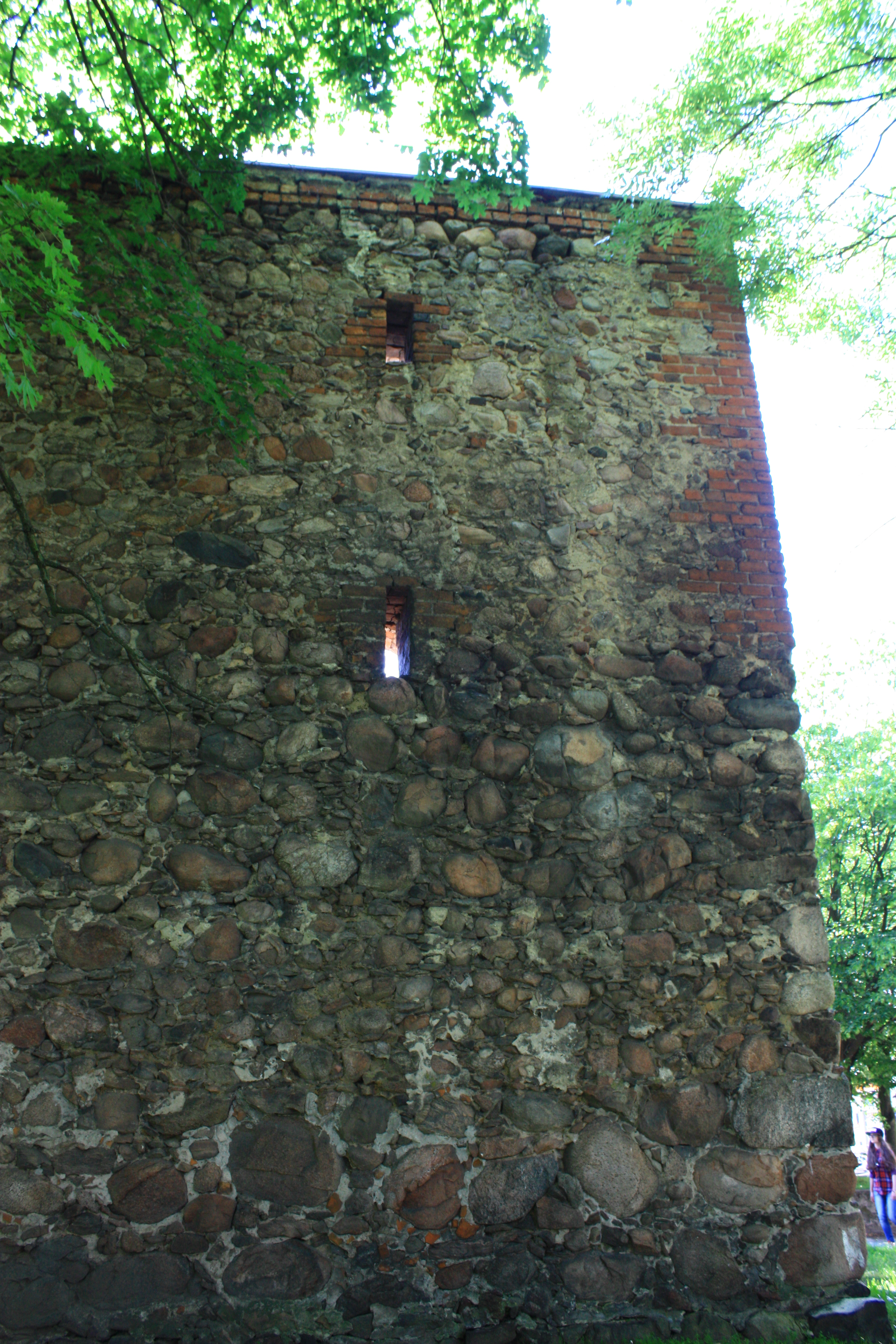
Fragment murów obronnych
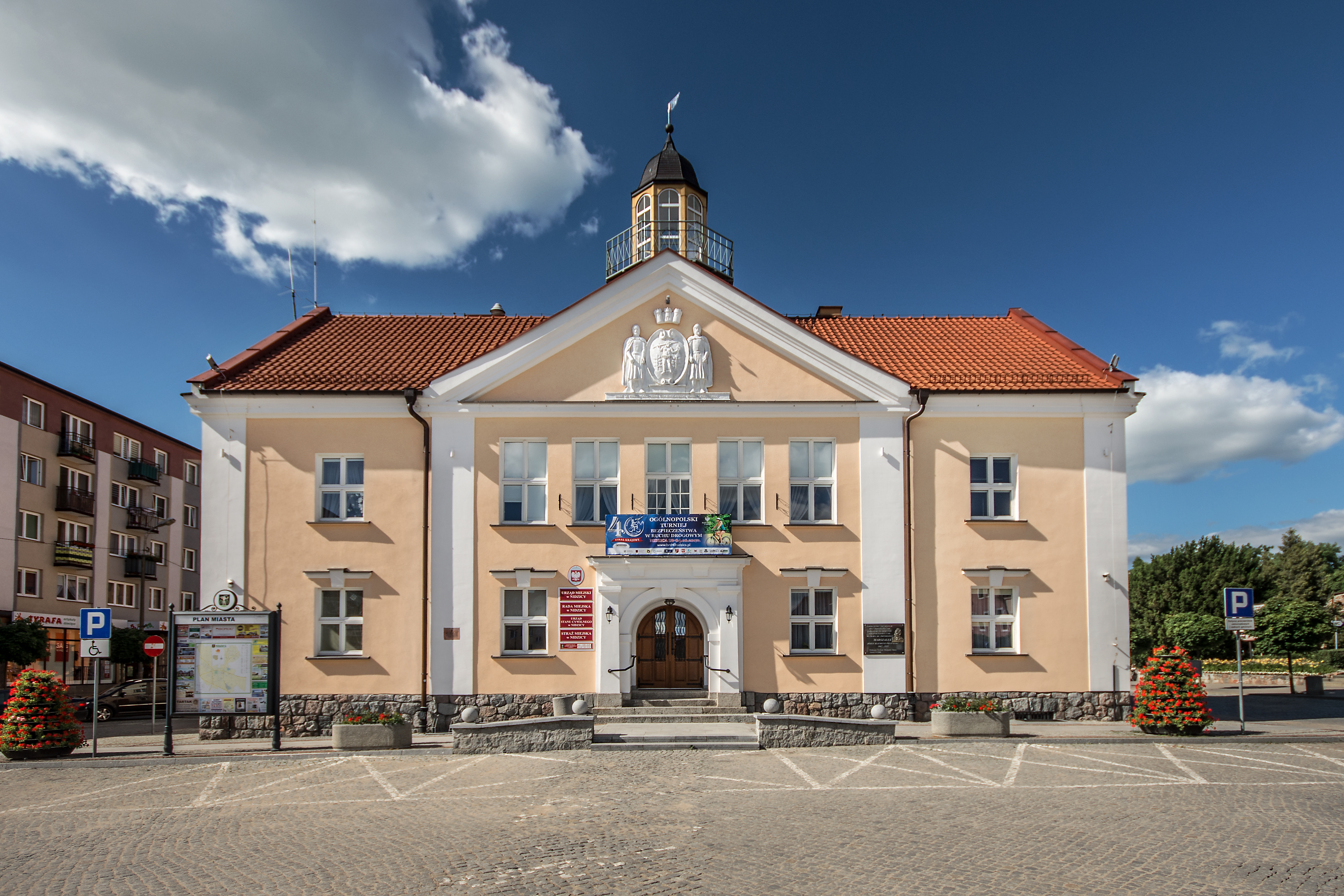
Ratusz z herbem
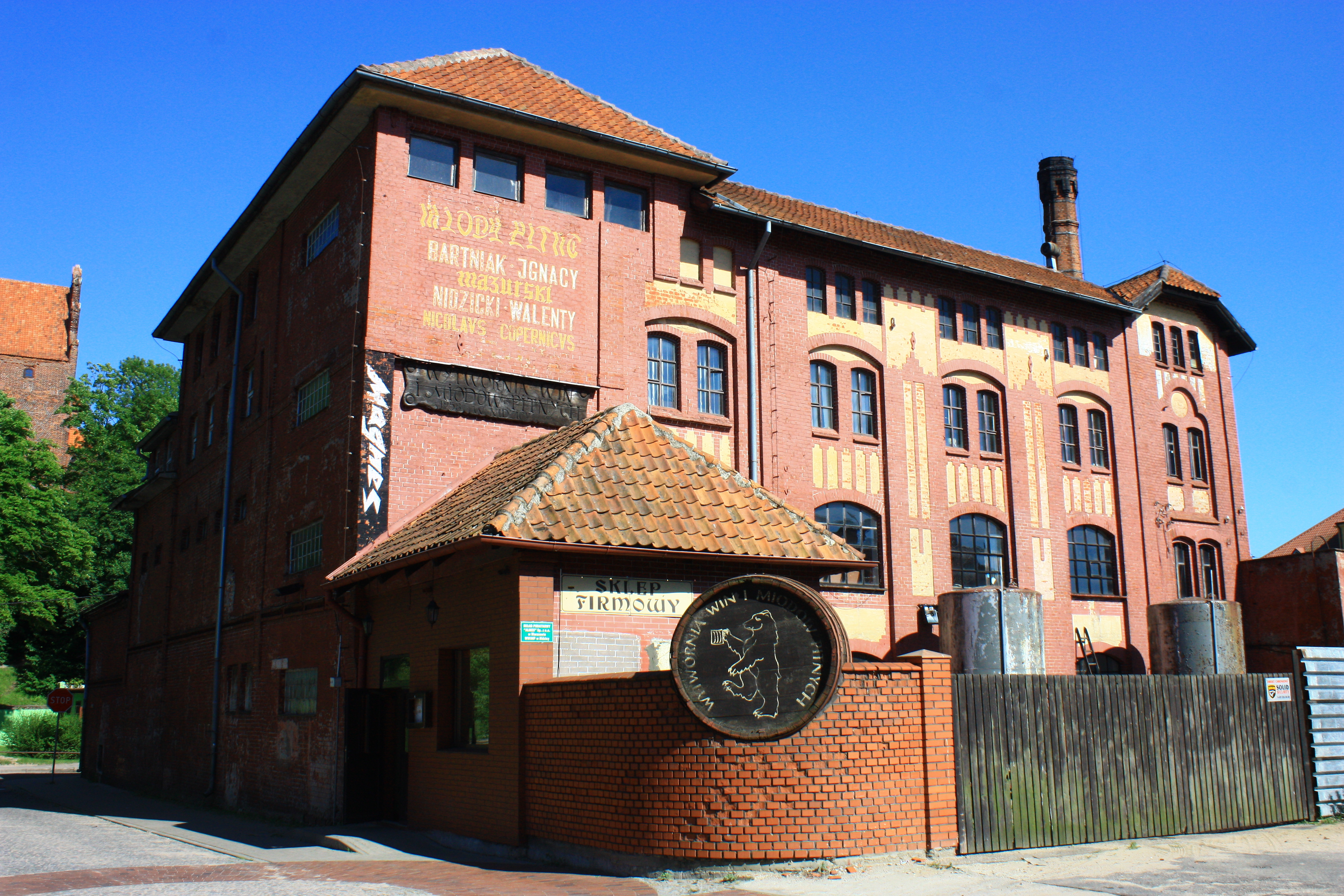
Browar Zamkowy
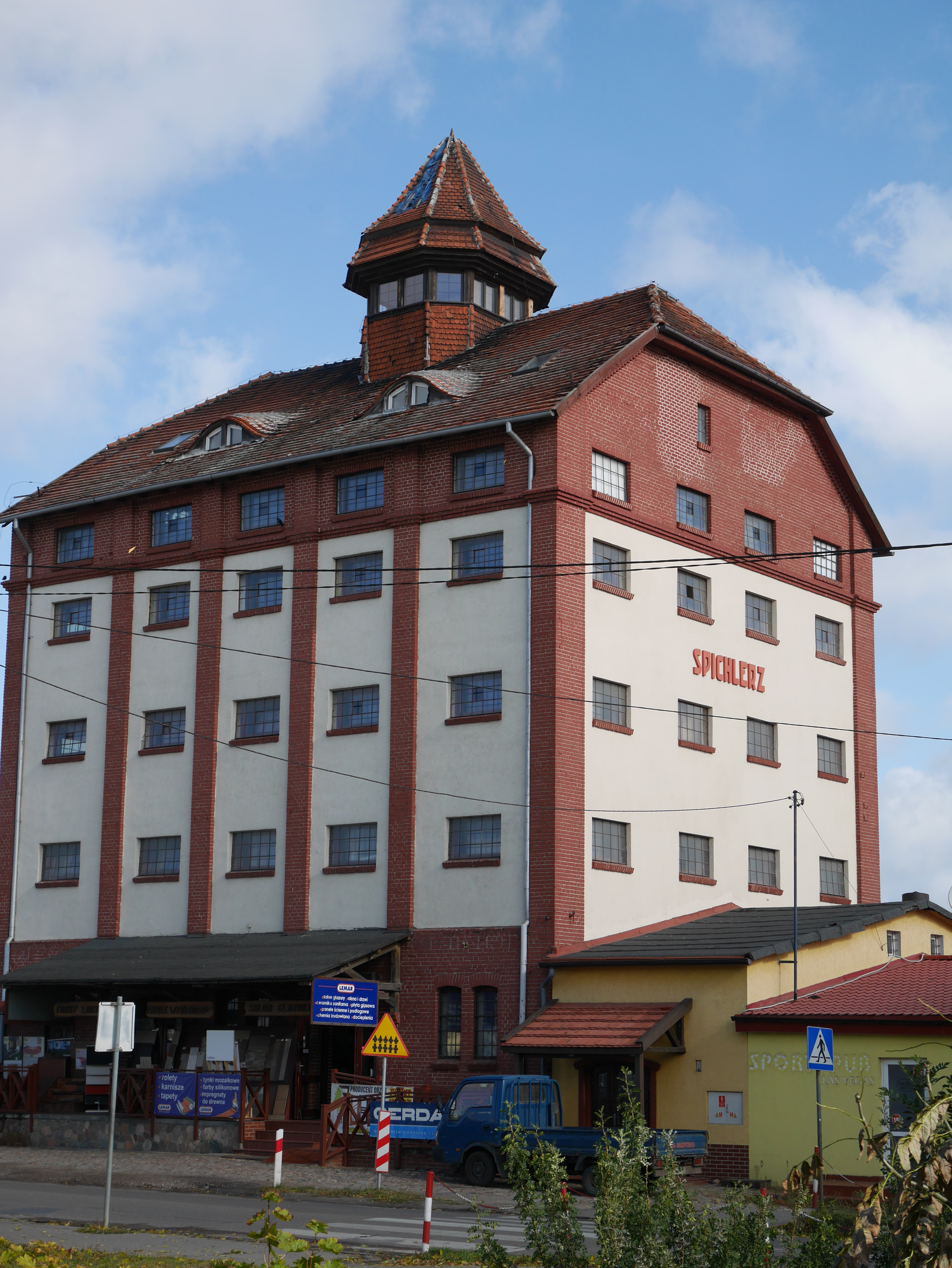
Spichrz
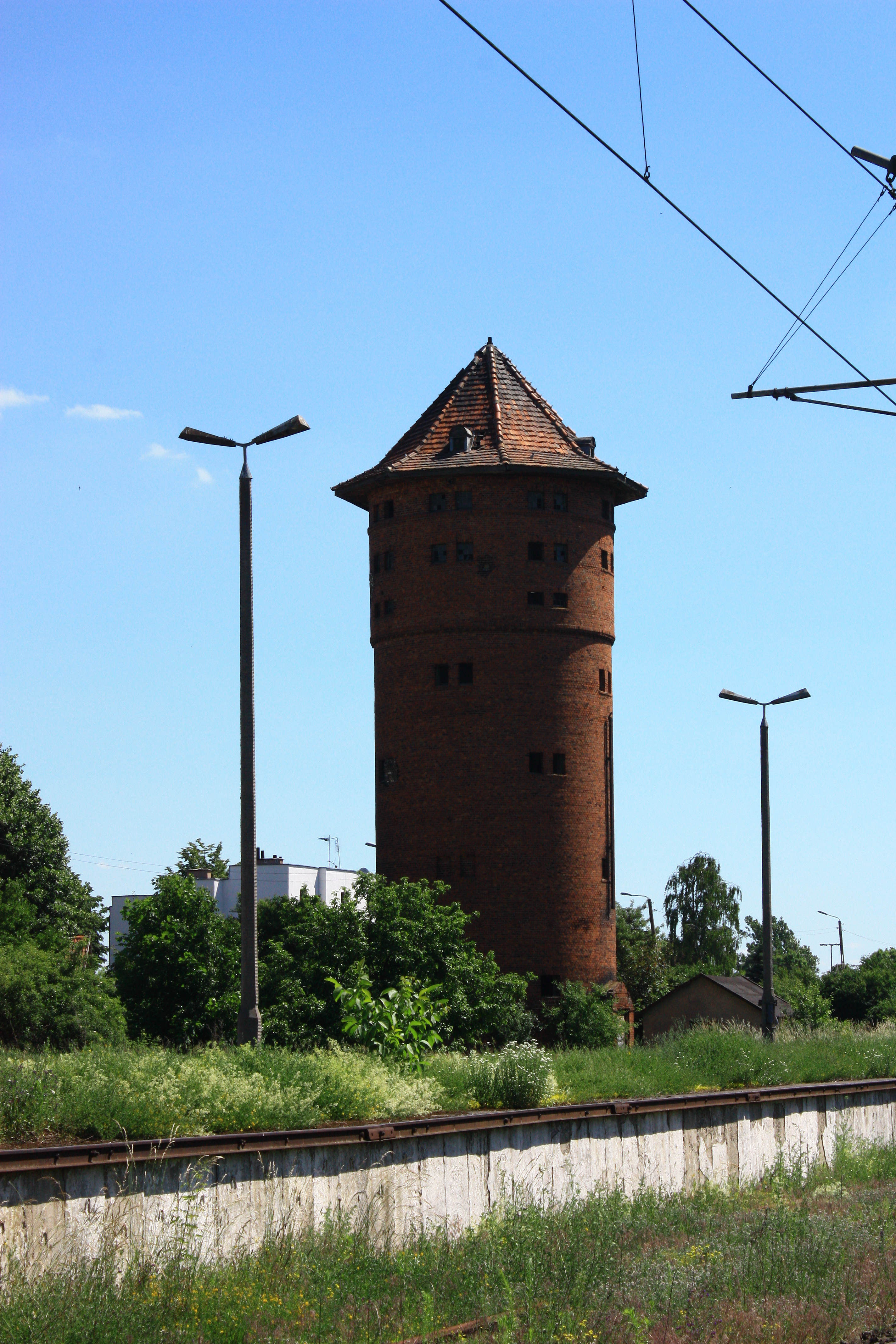
Kolejowa wieża ciśnień
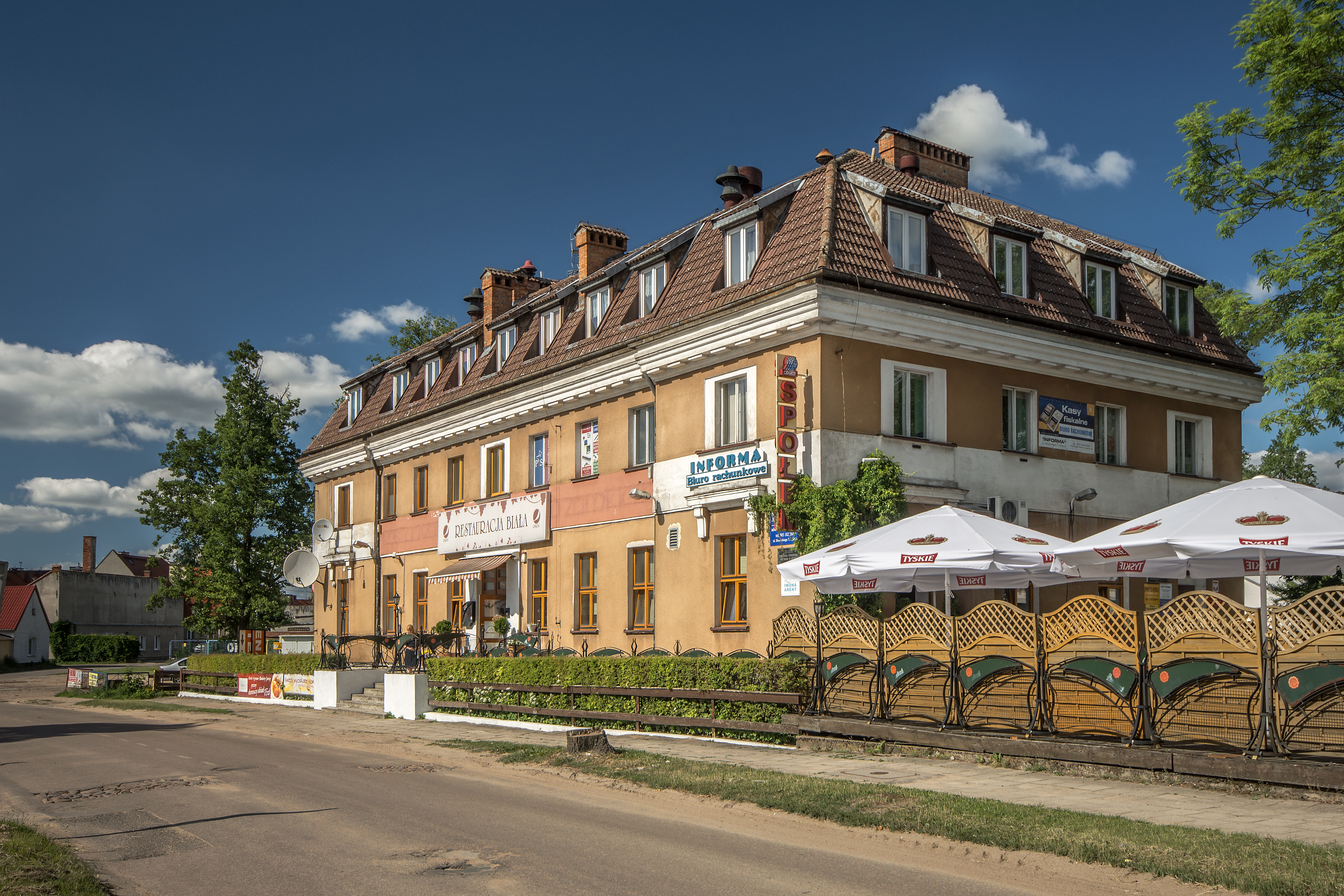
Dawna Powiatowa Kasa Pożyczkowa
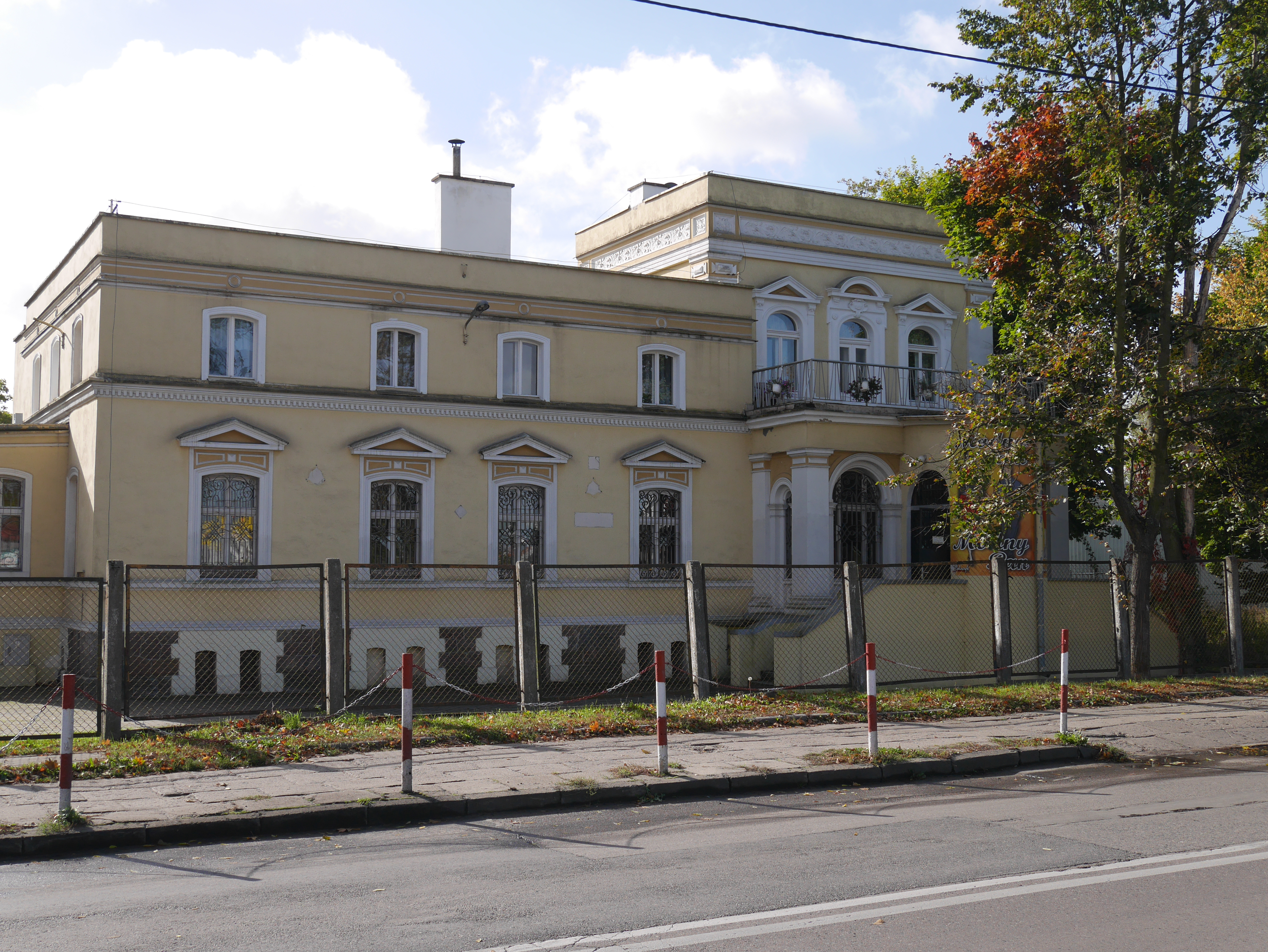
Zabytkowa willa z lat 20. XX w.

## Demografia
W 2009 roku miasto liczyło 14 558 mieszkańców.

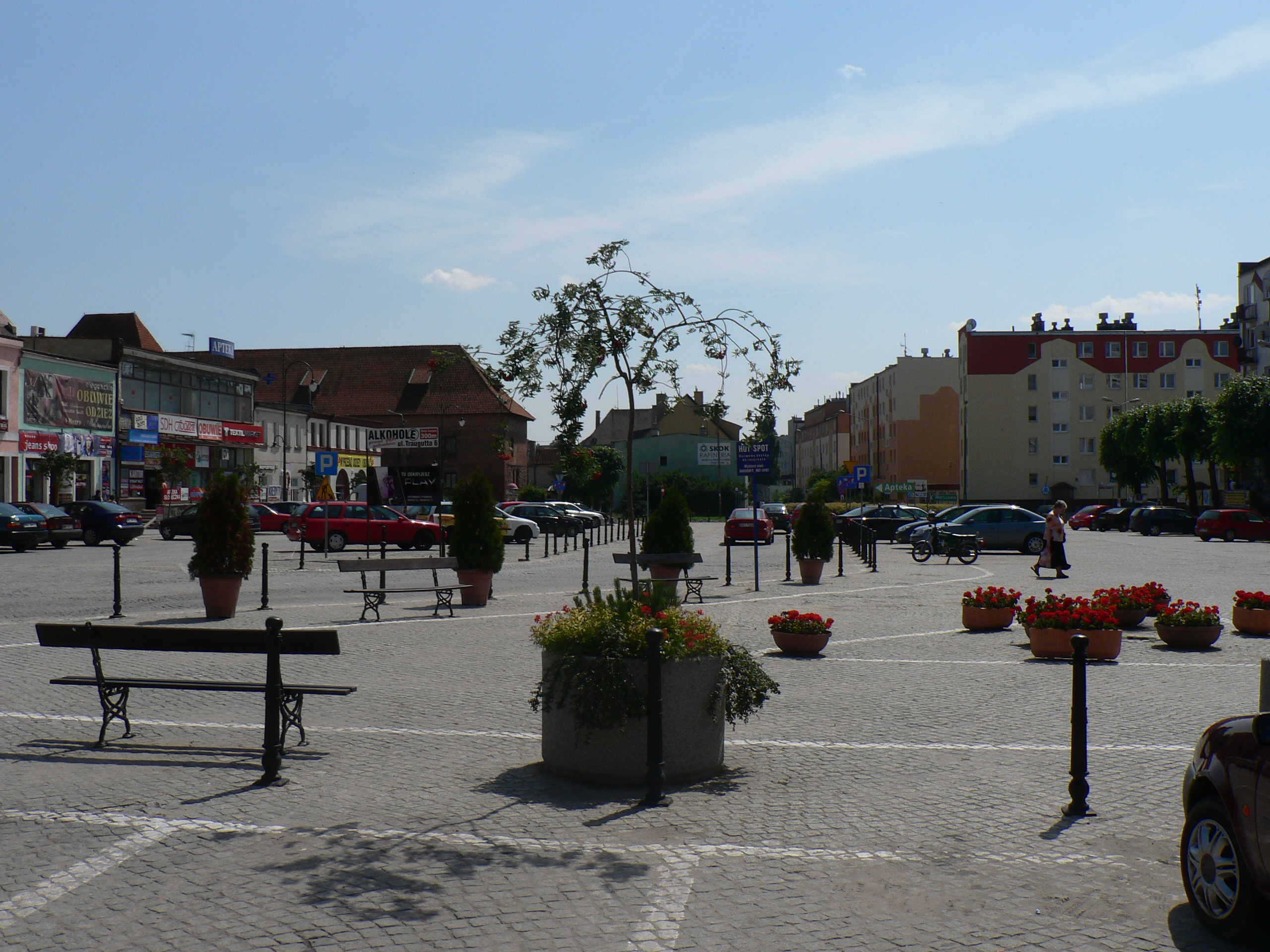
Rynek w Nidzicy

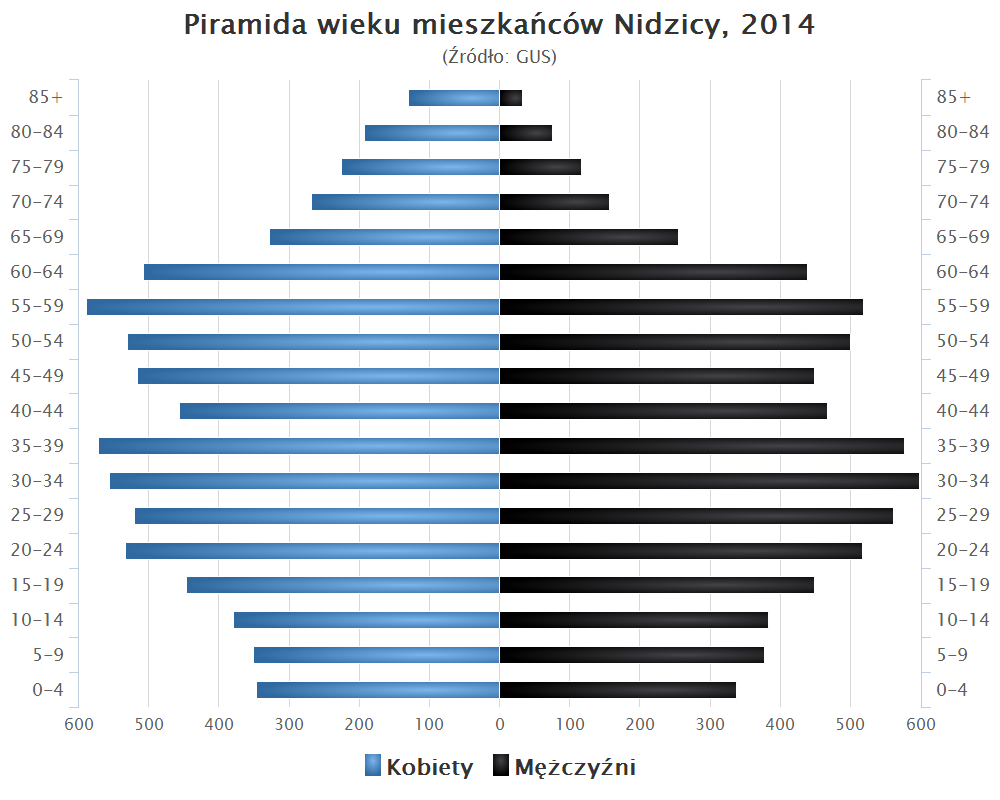
Piramida wieku mieszkańców Nidzicy w 2014 roku

## Transport

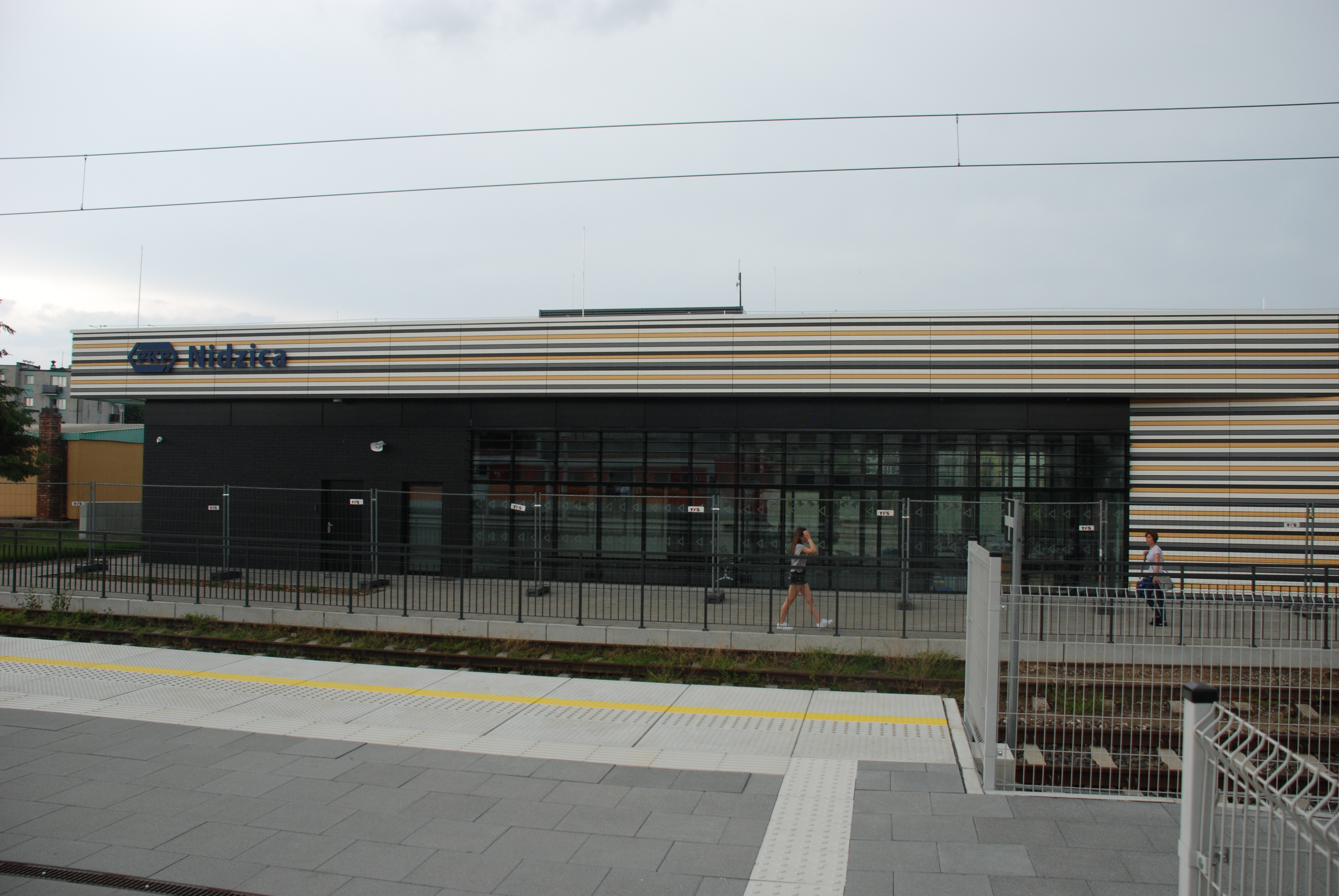
Dworzec kolejowy

W mieście znajduje się stacja kolejowa.

## Sport
W miejscowości funkcjonuje klub sportowy Start Nidzica posiadający w swojej historii sekcje: piłka nożna, siatkówka, tenis stołowy, biegi na orientację i brydż sportowy. Obecnie funkcjonuje tylko sekcja piłka nożna.

## Wspólnoty religijne

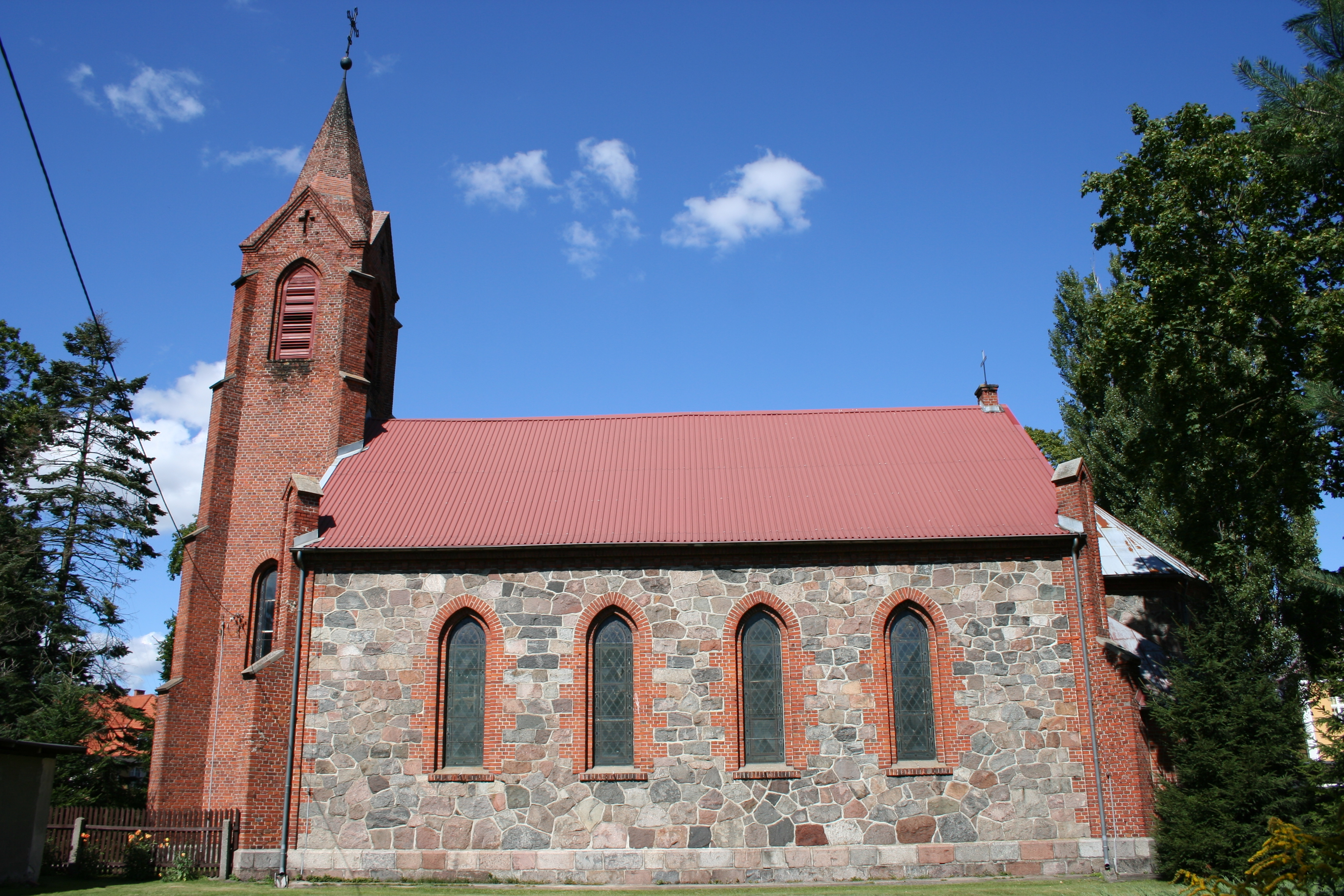
Kościół Ewangelicko-Augsburski

Na terenie miasta działalność duszpasterską prowadzą następujące kościoły i związki wyznaniowe:
- Kościół rzymskokatolicki
  - Parafia Niepokalanego Poczęcia NMP i św. Wojciecha
  - Parafia bł. Bolesławy Lament
  - Parafia Miłosierdzia Bożego
- Kościół Ewangelicko-Augsburski w RP
  - Parafia Ewangelicko-Augsburska w Nidzicy[20]
- Kościół Chrześcijan Baptystów w RP
  - Zbór Kościoła Chrześcijan Baptystów „Antiochia“[21]
- Kościół Chrystusowy w RP
  - Kościół Chrystusowy w Nidzicy[22]
- Świadkowie Jehowy
  - zbór Nidzica[23]

## Media
- Głos Nidzicki – tygodnik ukazywał się w latach 1990–2001 pod nazwą Gazety Nidzickiej, w roku 2001 zmienił nazwę na Głos Nidzicki.
- Nasza Gazeta Nidzicka, tygodnik lokalny Gazety Olsztyńskiej ukazuje się od lutego 2002 roku.
- Nasz Kurier Nidzicki – tygodnik lokalny ukazuje się od września 2012 roku
- Telewizja Nidzica rozpoczęła swoją działalność w 2009 roku

## Administracja
- Sąd Rejonowy
- Prokuratura Rejonowa
- Urząd Skarbowy
- Urząd Miejski
- Starostwo Powiatowe

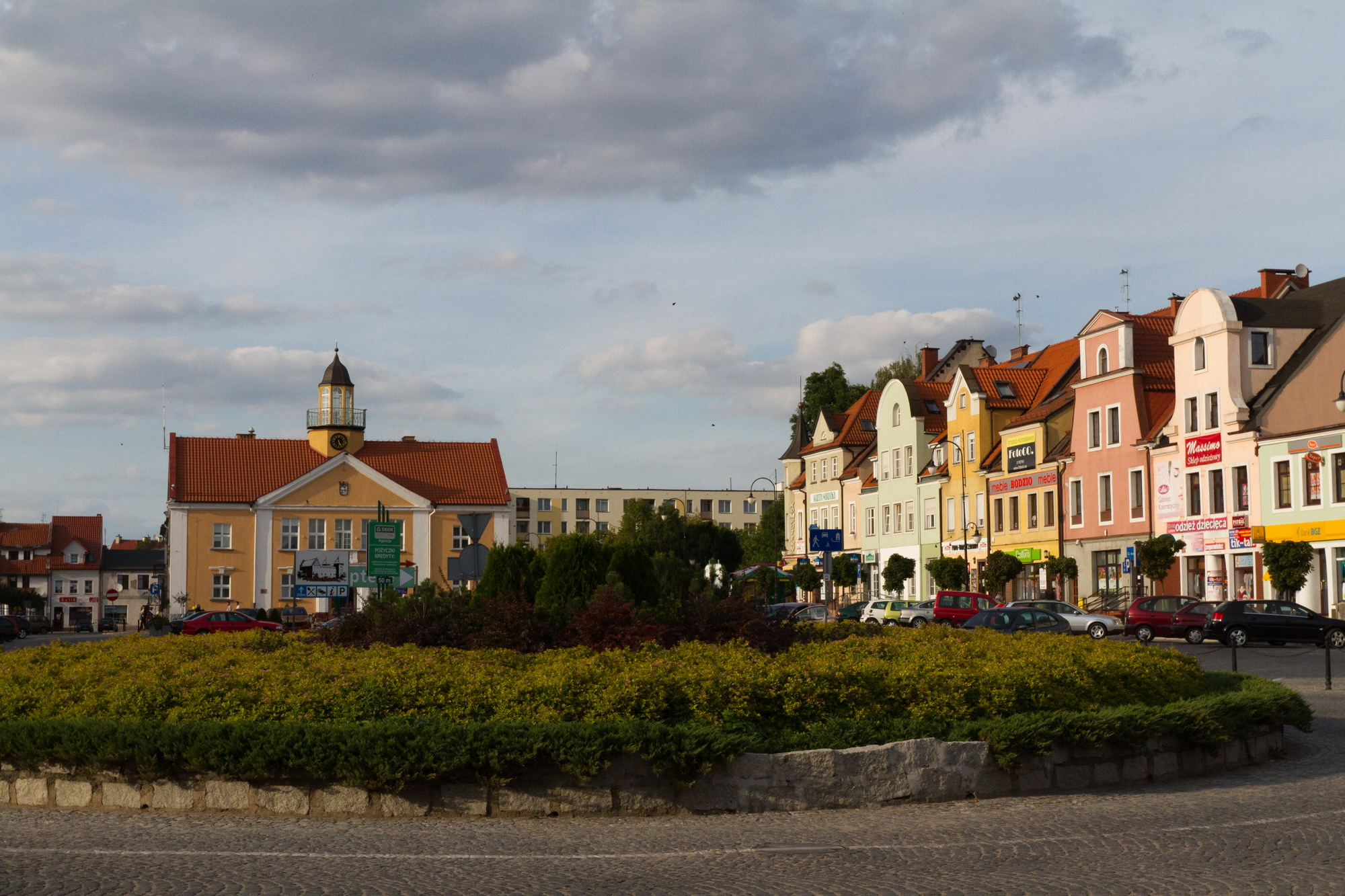
Plac Wolności z zabytkowym ratuszem

- Powiatowa Stacja Sanitarno — Epidemiologiczna
- Powiatowy Inspektorat Weterynarii
- Powiatowy Inspektorat Nadzoru Budowlanego
- Biuro Powiatowe Agencji Restrukturyzacji i Modernizacji Rolnictwa

## Współpraca międzynarodowa
Miasta partnerskie:
- Buzançais, Francja
- Kłajpeda, Litwa
- Sarny, Ukraina